# 義和拳
義和拳（ぎわけん）は、中国の拳法の一派。19世紀末に誕生した。

## 起源
19世紀の末には中国山東省で武術組織とキリスト教との間で頻繁に争訟が発生していた。梅花拳の武術家もこれに関与し、1897年に教会襲撃事件（曹州教案）を起こしたが、伝統ある梅花拳全体に影響が及ぶことを避け、自らを義和拳と称したとするのが通説である。彼らは義和団と呼ばれ、義和団の乱に深く関与する。
ただし義和団の乱から日中戦争に至る一連の動乱の中にあって、民間宗教としての側面を持ち合わせ村単位で伝えられた義和拳の誕生や系譜については、なお釈然としない面もあり、研究の途上にある。白蓮教の支派であり、1808年にはすでに秘密宗教結社として存在していたとする説もあり、その中には天理教 (中国)との密接な関係を指摘する説も存在する。

## 特徴
拳法自体は義和団の中心人物である張義が伝えたと言われている。義和団を組織した山東省平原県で流行した。
義和拳では手、眼、身、法、歩、精、神、気、力、功の運用を重視する。また剛柔を備え、外見よりも実用性に重きを置いている。

## 少林寺拳法との関係
義和団の乱後も当時の武術家が山東省や満州に多数いたとされる。宗道臣（少林寺拳法の創始者）によると、彼は戦前から戦中にかけて仕事で満州をまわる中で、その中の一人である陳良に師事し、さらに陳良の師匠である北少林義和門拳二十代師父の文太宗に師事した。新たに武術を学ぶ者が少なかったこともあり、宗は文から二十一代を継承した。
宗は帰国後に少林寺拳法を開いたが、義和門拳を整理し義和拳としてまとめた。単演の連攻防の基本形を指し、義和拳第一系と呼ばれる演武は天地拳第一系と並んで同拳法の基本に位置付けられている。